# Prospalta sublucens
Prospalta sublucens là một loài bướm đêm trong họ Noctuidae.